# Curetis tonkina
Curetis tonkina är en fjärilsart som beskrevs av Evans 1954. Curetis tonkina ingår i släktet Curetis och familjen juvelvingar. Inga underarter finns listade i Catalogue of Life.